# Euxoa westermanni
Euxoa westermanni là một loài bướm đêm trong họ Noctuidae.